# Editorial Cruïlla
Editorial Cruïlla es una editorial catalana que se dedica a la publicación de libros para niños y jóvenes, fundada en 1984. La empresa forma parte del Grupo SM. 
Las dos colecciones más destacadas de la editorial son El Barco de Vapor y Gran Angular. Las dos nacieron ligadas a la creación de premios literarios, que son los que tienen más dotación económica en literatura infantil y juvenil en catalán: el premio de Literatura Infantil El Barco de Vapor y el premio Gran Angular de Literatura Juvenil.
Cruïlla también ha traducido al catalán numerosos libros, series y autores de literatura infantil de renombre internacional como Thomas Benzina (La Penya dels Tigres), Dav Pilkey (El Capità Calçotets) o Cressida Cowell (El Singlot Sardina III) entre otros. 